# Premierzy Gwinei Równikowej
| Osoba | Osoba   | Osoba                                | Kadencja         | Kadencja         | Partia polityczna |
| #     | Portret | Imię i Nazwisko                      | Od               | Do               | Partia polityczna |
| ----- | ------- | ------------------------------------ | ---------------- | ---------------- | ----------------- |
| 1     |         | Cristino Seriche Bioko (1940–2024)   | 15 sierpnia 1982 | 4 marca 1992     | bezpartyjny/PDGE  |
| 2     |         | Silvestre Siale Bileka (1939–)       | 4 marca 1992     | 1 kwietnia 1996  | PDGE              |
| 3     |         | Ángel Serafín Seriche Dougan (1946–) | 1 kwietnia 1996  | 4 marca 2001     | PDGE              |
| 4     |         | Cándido Muatetema Rivas (1960–2014)  | 4 marca 2001     | 14 czerwca 2004  | PDGE              |
| 5     |         | Miguel Abia Biteo Boricó (1961–2012) | 14 czerwca 2004  | 14 sierpnia 2006 | PDGE              |
| 6     |         | Ricardo Mangue Obama Nfubea (1961–)  | 14 sierpnia 2006 | 8 lipca 2008     | PDGE              |
| 7     |         | Ignacio Milam Tang (1940–)           | 8 lipca 2008     | 21 maja 2012     | PDGE              |
| 8     |         | Vicente Ehate Tomi (1968–)           | 21 maja 2012     | 23 czerwca 2016  | PDGE              |
| 9     |         | Francisco Pascual Obama Asue (1949–) | 23 czerwca 2016  | 1 lutego 2023    | PDGE              |
| 10    |         | Manuela Roka Botey (1973–)           | 1 lutego 2023    | 17 sierpnia 2024 | PDGE              |
| 11    |         | Manuel Osa Nsue Nsua (1976–)         | 17 sierpnia 2024 | nadal            | PDGE              |